# Чаловская, Людмила Ивановна
Людмила Ивановна Чаловская (бел. Людміла Іванаўна Чалоўская; 25 сентября 1924, Могилёв — 7 ноября 1943, Борисов) — участник партизанского движения на Борисовщине в Великую Отечественную войну.

## Биография
Родилась 25 сентября 1924 года в Могилёве в семье военнослужащего. Член ВЛКСМ с 1940 года. С 1935 года жила в Борисове. Весной 1941 года окончила 8 классов средней школы № 2. 
3 июля 1941 года — член комсомольско-молодежной группы Борисовского коммунистического подполья. 3 февраля 1942 года разведчик и связная партизанского отряда имени Ф. Э. Дзержинского бригады «Дяди Коли», с июля 1943 года — в партизанской специальной группе НКГБ СССР «Артур». 
3 октября 1943 года при выполнении очередного задания схвачена гитлеровцами и брошена в Борисовскую тюрьму. После длительных пыток расстреляна в ночь с 6 на 7 ноября 1943 года.

## Награды и звания
- Два Ордена Отечественной войны I степени (посмертно)

## Память
- Имя Л. Чаловской носит улица в Борисове (Минская область).
- Имя Л. Чаловской носит пионерская дружина средней школы № 13 г. Борисова.
- Памятник Л. Чаловской в Борисове  (скульптор — С. Селиханов, архитектор — Г. Калюжный)[1]. Памятник оцифрован 22 июня 2023 года.